# 城正憲
城 正憲（たち まさのり、1947年6月18日 - ）は、日本の元弁護士、元検察官。

## 経歴

### 出生から学生時代まで
愛知県出身。愛知県立田村（現愛西市）に生まれた。
愛知県立津島高等学校では弁論部で活躍した。1966年、津島高校を卒業し（18回生）、上京して中央大学法学部法律学科に入学した。当時は、学園紛争が続き中央大学もロックアウトになってまともに講義が受けられない4年間をすごすことになったが、その間に弁論部で活躍し、選挙活動のアルバイトに没頭した。
ようやく司法試験を合格を目指すサークルに入って勉強を開始する。

### 検察官時代
大学卒業後5回目で司法試験に合格した。この後、司法修習を受けた後、検事として検察庁に配属される。
東京地方検察庁、前橋地方検察庁、名古屋地方検察庁に勤務した後、1992年、法務省訟務局検事を最後に退官。この間、ゼネコン汚職やリクルート事件の捜査にも携わる。

### 弁護士として
退官した年に、弁護士登録し、城綜合法律事務所を開設。
1997年に元頭取らが逮捕された北國銀行背任事件では、1審から元頭取の弁護を担当し、2005年に被告に逆転無罪判決を勝ち取った。
中京圏の企業との関わりも多く、大丸松坂屋百貨店、大林組、中部電力、荏原製作所、大垣共立銀行、津島市、愛西市などの顧問を務める。
民主党愛知政経塾（ジャパンリーダーズカレッジ・JLC）の講師も務めた。
2013年5月31日に、山口組系弘道会の風俗店グループによる愛知県警警部脅迫事件の実行犯に対する犯人隠匿の容疑で、愛知県警察本部に逮捕された。公判中に愛知県弁護士会に退会届を提出し弁護士登録を抹消した。
2013年10月15日名古屋地裁前田巖裁判長は懲役1年6月、執行猶予3年（求刑懲役1年6月）の判決を言い渡した。